# Atocion
Genre
Classification phylogénétique
Atocion est un genre de plantes à fleurs de la famille des Caryophyllacées. Ce sont des plantes herbacées originaires d'Europe, de la région du Caucase et du Moyen-Orient jusqu'à l'Iran.
Auparavant elles faisaient partie du genre Silene.

## Liste des espèces
- Atocion armeria (L.) Raf. - Silène à bouquets, présent en France
- Atocion compactum (Fisch. ex Hornem.) Tzvelev
- Atocion lerchenfeldianum (Baumg.) M. Popp
- Atocion reuterianum (Boiss. & C. I. Blanche) Frajman
- Atocion rupestre (L.) Oxelman - Silène des rochers, présent en France
- Atocion scythicinum (Coode & Cullen) Frajman